# Raphaël Guerreiro (football, 1968)
Pour les articles homonymes, voir Guerreiro et Raphaël Guerreiro.
Raphael Guerreiro est un joueur de football français né le 24 avril 1968 à Montreuil. Il occupe la place de milieu de terrain à l'AJ Auxerre, au SM Caen, à La Berrichonne de Châteauroux et au Besançon RC. Après sa retraite de joueur, il commence une carrière d'entraîneur de jeunes et de formateur à l'AJ Auxerre.

## Biographie

### Joueur
Raphaël Guerreiro intègre le centre de formation de l'AJ Auxerre. Il gagne rapidement sa place de titulaire au sein de l'équipe réserve de l'AJA. Son profil de milieu récupérateur lui permet de former un duo très complémentaire au milieu avec Daniel Dutuel. Ses bonnes prestations en équipe réserve lui ouvrent les portes de l'équipe première. Il devient le titulaire indiscutable au poste de milieu récupérateur dans le 4-3-3 adopté par son entraîneur, Guy Roux. Raphaël Guerreiro joue aux côtés d'Alain Fiard, Jean-Marc Ferreri, Enzo Scifo ou encore Corentin Martins et il a participé au légendaire parcours de l'AJ Auxerre en 1993 en coupe de l'UEFA où Auxerre s'incline aux tirs au but contre le Borussia Dortmund en demi-finale après avoir éliminé l'Ajax d'Amsterdam en quart de finale cette même année. En 1994, il remporte la Coupe de France en étant associé au milieu de terrain algérien, Moussa Saïb. C'est son premier titre. L'année suivante, en 1995, il joue peu de matchs à la suite de l'éclosion de Sabri Lamouchi et il décide de quitter le club en juin.
Guy Roux décide de laisser partir Raphaël Guerreiro. Il signe au SM Caen en division 2 et rejoint Pascal Vahirua qui lui aussi a évolué à l'AJ Auxerre. Ses nouveaux coéquipiers se nomment également Luc Borrelli, Samuel Michel et Franck Priou. À la fin de la saison, le SM Caen est champion de division 2 devant l'Olympique de Marseille, mais ne parvient à se maintenir parmi l'élite et doit redescendre l'année suivante. Après une nouvelle saison en division 2, Raphaël Guerreiro quitte le club.
Il signe ensuite à la Berrichonne de Châteauroux qui évolue en division 2, mais il y joue très peu à cause d'une succession de blessures. Il devient l'un des leaders de l'équipe la saison suivante, mais à la fin de l'année à la suite d'un changement d’entraîneur, son contrat n'est pas prolongé. Il est une nouvelle fois libre en juin 2000 et décide de mettre fin à quinze années de carrière professionnelle.

### Staff technique
En mars 2002, il obtient le BEES 1er degré. Après l'arrêt de sa carrière de joueur professionnel, l'AJ Auxerre lui propose d'intégrer son staff technique. Lors de son arrivée en 2002, il passe son diplôme d'entraîneur fédéral tout en s'occupant des 15 ans honneur. Puis la saison suivante, l'AJA lui confie les 14 ans et ceci durant cinq années (2003-2008), période durant laquelle, il commence la formation de Younès Kaboul, Abou Diaby ou bien encore Kevin Lejeune. Après le départ de Gérald Baticle en novembre 2008, Raphaël Guerreiro devient l'entraîneur des 16 ans nationaux. Après la descente du club ajaïste en Ligue 2 et le départ le 1er juillet 2012 de Bernard David du centre de formation de l'AJ Auxerre pour l'AS Saint-Étienne, c'est Raphaël Guerreiro qui en devient le directeur.
En juin 2014, il quitte l'AJ Auxerre pour s'occuper des U17 nationaux de l'Olympique de Marseille, puis revient à Auxerre en juin 2016 pour prendre en charge l'équipe U17 du club icaunais.

## Carrière
| Saison                | Club                  | Championnat           | Championnat | Championnat | Coupe nationale | Coupe nationale | Coupe de la Ligue | Coupe de la Ligue | Compétition(s) continentale(s) | Compétition(s) continentale(s) | Compétition(s) continentale(s) | Sélection | Sélection | Sélection | Total | Total |
| Saison                | Club                  | Division              | M.          | B.          | M.              | B.              | M.                | B.                | Comp.                          | M.                             | B.                             | Équipe    | M.        | B.        | M.    | B.    |
| 1986-1987             | AJ Auxerre            | 1                     | -           | -           | 1               | 0               | -                 | -                 | -                              | -                              | -                              | -         | -         | -         | 1     | 0     |
| 1987-1988             | AJ Auxerre            | 1                     | -           | -           | -               | -               | -                 | -                 | -                              | -                              | -                              | -         | -         | -         | 0     | 0     |
| 1988-1989             | AJ Auxerre            | 1                     | 31          | 0           | 9               | 1               | -                 | -                 | -                              | -                              | -                              | -         | -         | -         | 40    | 1     |
| 1989-1990             | AJ Auxerre            | 1                     | 33          | 1           | 2               | 0               | -                 | -                 | C3                             | 9                              | 2                              | -         | -         | -         | 44    | 3     |
| 1990-1991             | AJ Auxerre            | 1                     | 37          | 1           | 3               | 0               | -                 | -                 | -                              | -                              | -                              | -         | -         | -         | 40    | 1     |
| 1991-1992             | AJ Auxerre            | 1                     | 36          | 1           | 2               | 0               | -                 | -                 | C3                             | 4                              | 0                              | -         | -         | -         | 42    | 1     |
| 1992-1993             | AJ Auxerre            | 1                     | 37          | 3           | 1               | 0               | -                 | -                 | C3                             | 10                             | 0                              | -         | -         | -         | 48    | 3     |
| 1993-1994             | AJ Auxerre            | 1                     | 27          | 0           | 5               | 0               | -                 | -                 | -                              | -                              | -                              | -         | -         | -         | 32    | 0     |
| 1994-1995             | AJ Auxerre            | 1                     | 23          | 1           | 1               | 0               | 1                 | 0                 | C2                             | 4                              | 0                              | -         | -         | -         | 29    | 1     |
| 1995-1996             | SM Caen               | 2                     | 26          | 2           | 4               | 1               | -                 | -                 | -                              | -                              | -                              | -         | -         | -         | 30    | 3     |
| 1996-1997             | SM Caen               | 1                     | 37          | 5           | 3               | 0               | 2                 | 0                 | -                              | -                              | -                              | -         | -         | -         | 42    | 5     |
| 1997-1998             | SM Caen               | 2                     | 32          | 1           | 4               | 2               | 1                 | 1                 | -                              | -                              | -                              | -         | -         | -         | 37    | 4     |
| 1998-1999             | Châteauroux           | 2                     | 15          | 0           | 1               | 0               | 2                 | 0                 | -                              | -                              | -                              | -         | -         | -         | 18    | 0     |
| 1999-2000             | Châteauroux           | 2                     | 36          | 0           | 1               | 0               | 2                 | 0                 | -                              | -                              | -                              | -         | -         | -         | 39    | 0     |
| 2000-2001             | Besançon RC           | 3                     | -           | -           | -               | -               | -                 | -                 | -                              | -                              | -                              | -         | -         | -         | 0     | 0     |
| Total sur la carrière | Total sur la carrière | Total sur la carrière | 370         | 15          | 37              | 4               | 8                 | 1                 | -                              | 27                             | 2                              | 0         | 0         | 0         | 442   | 22    |

## Palmarès
- Vainqueur de la Coupe de France en 1994 avec l'AJ Auxerre
- Champion de France de Division 2 en 1996 avec le SM Caen